# Pol Democràtic Alternatiu
El Pol Democràtic Alternatiu (en castellà i oficialment Polo Democrático Alternativo o PDA) és un partit polític de Colòmbia de centreesquerra i esquerra, amb una orientació política diversa que varia des de la socialdemocracia, el socialisme democràtic, el progressisme, l'economia social de mercat, l'antineoliberalisme i l'Estat benefactor.
El partit és el resultat de la unió del Pol Democràtic Independent (Polo Democrático Alternativo; PDI), amb el moviment Alternativa Democràtica.
La formació compta amb set congressistes, cinc al Senat i dos a la Cambra de Representants, a més d'un representant al Parlament Andí, triats per vot popular per al període 2014 - 2018.
En les eleccions locals de 2003 va obtenir l'Alcaldia de Bogotà; en les de 2007 va aconseguir per segona vegada l'Alcaldia de la capital i va aconseguir la Governació del departament de Nariño.
S'ha convertit en el partit d'esquerra que més victòries electorals ha aconseguit en la història del país.

## Resultats electorals

### Eleccions presidencials
| Ao   | Candidats           | Candidats            | 1a volta  | 1a volta | 2a volta | 2a volta | Resultat   | Notes                                               |
| Ao   | President           | Vicepresident        | Vots      | %        | Vots     | %        | Resultat   | Notes                                               |
| ---- | ------------------- | -------------------- | --------- | -------- | -------- | -------- | ---------- | --------------------------------------------------- |
| 2006 | Carlos Gaviria Díaz | Patricia Lara Salive | 2,613,157 | 22.02    |          |          | 2a posició |                                                     |
| 2010 | Gustavo Petro       | Clara López          | 1,331,267 | 9.13     |          |          | 4a posició |                                                     |
| 2014 | Clara López         | Aída Avella          | 1,958,414 | 15.23    |          |          | 4a posició | En coalició amb l'UP                                |
| 2018 | Sergio Fajardo      | Claudia López        | 4,589,696 | 23.73    |          |          | 3a posició | En coalició amb l'Aliança Verda i Compromís Ciutadà |

### Eleccions parlamentàries
| 9,71% | ' |

| 9,71% | ' |

| 8,17% | ' |

| 8,17% | ' |

| 7,82% | ' |

| 7,82% | ' |

| 5,86% | ' |

| 5,86% | ' |

| 3,78% | ' |

| 3,78% | ' |

| 3,80% | ' |

| 3,80% | ' |

| 4,80% | ' |

| 4,80% | ' |

| 3,00% | ' |

| 3,00% | ' |